# Världsvåtmarksdagen

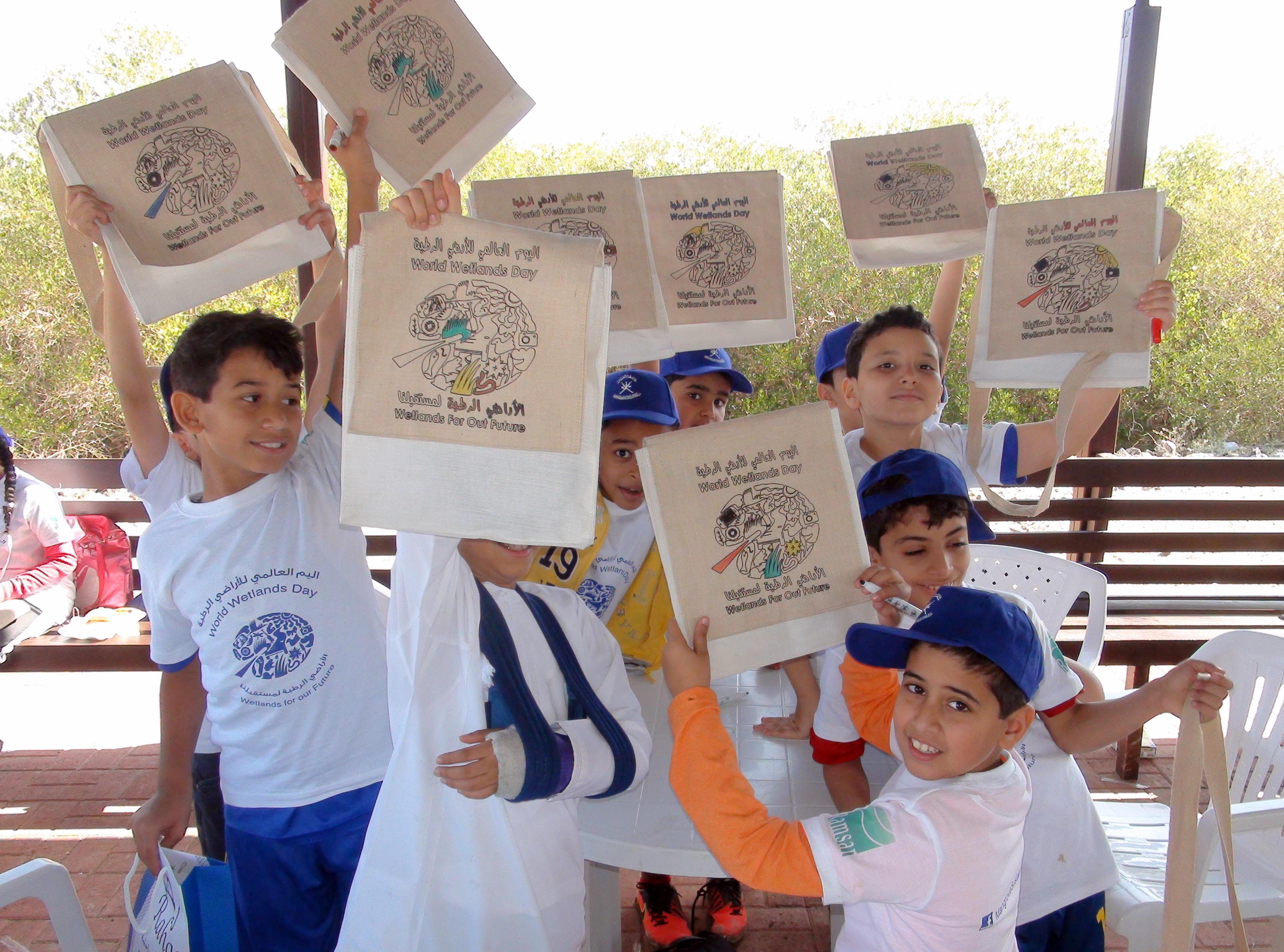
Barn firar Världsvåtmarksdagen i Oman.

Världsvåtmarksdagen (VVD) är temadag firas den 2 februari varje år, som en markering av antagandet av konventionen om våtmarker den 2 februari 1971.
Konventionen inrättades för att öka medvetenheten om värdet av våtmarker för mänskligheten och planeten. VVD firades första gången 1997 och arrangemanget har vuxit avsevärt i omfattning sedan dess. Varje år har myndigheter, icke-statliga organisationer och grupper av medborgare på alla nivåer i samhället utnyttjat möjligheten att vidta åtgärder, som syftar till att öka allmänhetens medvetenhet om våtmarkernas värde och fördelar i allmänhet, och Ramsarkonventionen i synnerhet.

## Delaktighet
Sedan 1998 producerar Ramsarsekretariatet, med generöst ekonomiskt stöd från Danone Group Evian Found for Water, en mängd olika material såsom logotyper, affischer, faktablad, stenciler och styrdokument för att stödja länders aktiviteter, som anordnas för att fira VVD. Dessa material är tillgängliga att fritt ladda ner på konventionens tre språk, engelska, franska och spanska på Världsvåtmarksdagens webbplats (www.worldwetlandsday.org). Allt material, i form av dess källfiler, finns även tillgängligt för arrangörer för att möjliggöra för dem att modifiera och anpassa egna varianter utifrån deras lokala språk och förutsättningar. Några kopior finns tillgängliga för länder att få efter förfrågan till sekretariatet.

## Världsvåtmarksdagens ungdomsfototävling

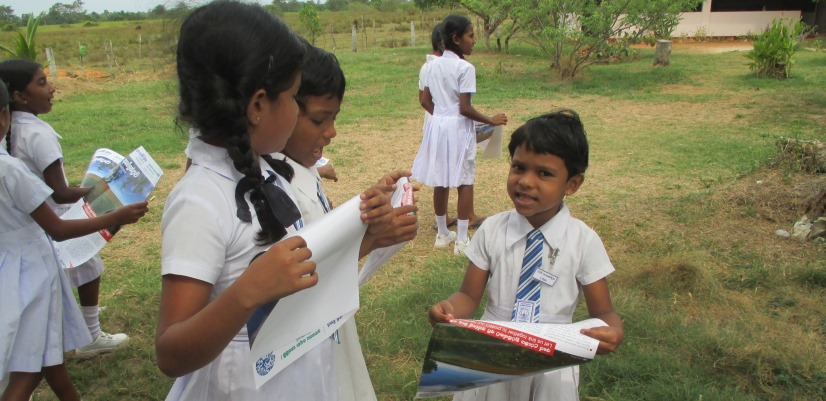
Firande av Världsvåtmarksdagen i Sri Lanka.

Från och med 2015 infördes för ungdomar en månadslång Våtmarksfototävling, med början den 2 februari, som en del av en ny strategi för att nå ut till ungdomar och få dem engagerade i VVD. Tack vare ett pris, som delas ut av Star Alliance Biosphere Connections till vinnaren av fototävlingen finns en extra anledning att besöka en våtmark efter eget val, var som helst i världen i de över 2 200 Ramsarområdena.
Sedan 1997 har Ramsars webbplats publicerat rapporter från cirka 100 länder om deras VVD-aktiviteter. År 2016 infördes en karta över evenemang för att hjälpa länder att främja sin verksamhet och för att underlätta rapporteringen efter VVD, www.ramsar.org/activity/world-wetlands-day.

## Teman för Världsvåtmarksdagen
Varje år väljs ett tema för att rikta uppmärksamheten och hjälpa till att öka allmänhetens medvetenhet på värdet av våtmarker. Länder organiserar, för att öka medvetenheten, en rad olika evenemang som föreläsningar, seminarier, naturvandringar, barnskonsttävlingar, roddtävlingar, gemensamma städdagar, radio- och TV-intervjuer, samt opinionsbildning för lanseringen av ny våtmarkspolitik, nya Ramsarområden och nya program på nationell nivå.
| 2016 | Våtmarker för framtiden: hållbar försörjning                       |
| 2015 | Våtmarker för vår framtid                                          |
| 2014 | Våtmarker och jordbruk: Partners för tillväxt                      |
| 2013 | Våtmarker tar hand om vatten                                       |
| 2012 | Våtmarksturism: En stor upplevelse                                 |
| 2011 | Skogar för vatten och våtmarker                                    |
| 2010 | Ta hand om våtmarker - Ett svar på klimatförändringar              |
| 2009 | Uppströms, nedströms: Våtmarker sammanför oss alla                 |
| 2008 | Friska Våtmarker, friska människor                                 |
| 2007 | Fiske för i morgon?                                                |
| 2006 | Försörjningsmöjligheter i riskzonen                                |
| 2005 | Det finns rikedom i våtmarkens mångfald – Förlora den inte!        |
| 2004 | Från bergen till havet - våtmarker i arbetet för oss               |
| 2003 | Inga våtmarker - inget vatten                                      |
| 2002 | Våtmarker: Vattenliv och kultur                                    |
| 2001 | En våtmarksvärld - en värld att upptäcka                           |
| 2000 | Fira våra våtmarker av internationell betydelse                    |
| 1999 | Människor och våtmarker- en viktig länk                            |
| 1998 | Vikten av vatten till liv och roll våtmarker i vattenförsörjningen |
| 1997 | VVD firas för första gången                                        |